# キリフィ
キリフィ（Kilifi）はケニアの町である。キリフィ (カウンティ)の首府である。

## 交通

### 道路
- 国道B8号線

## 教育
- プワニ大学（Pwani University）